# نيكي بيل نيلسن
نيكي بيل نيلسن (بالدنماركية: Nicki Bille Nielsen)‏ (7 فبراير 1988 كوبنهاغن الدنمارك - ) هو لاعب كرة قدم دانمركي، يلعب كمهاجم.

## روابط خارجية
- نيكي بيل نيلسن على موقع IMDb (الإنجليزية)
- نيكي بيل نيلسن على موقع اتحاد النرويج (النرويجية)
- نيكي بيل نيلسن على موقع قاعدة بيانات كرة القدم.إي يو (الإنجليزية)
- نيكي بيل نيلسن على موقع ناشيونال فوتبول تيمز (الإنجليزية)
- نيكي بيل نيلسن على موقع Soccerway.com (الإنجليزية)
- نيكي بيل نيلسن على موقع عالم كرة القدم.نت (الإنجليزية)
- نيكي بيل نيلسن على موقع AS.com (الإسبانية)